# Timo Pusa
Timo Tapani Pusa, född 9 oktober 1951 i Kotka, död där 9 september 1996, var en finländsk författare.
Efter två poesisamlingar kom hans genombrottsroman Tatuoitu sydän 1988, som belönades med tre pris 1989. 